# Villars, Loire
Villars là một xã trong tỉnh Loire miền trung nước Pháp.

## Twin towns
- Halberstadt, Germany, since 15 November 2003
- Torredembarra, Spain, since 2 September 1984